# Der Joker und der Jackpot
Der Joker und der Jackpot (Originaltitel: La Totale !) ist ein französischer Spionagekomödie aus dem Jahre 1991. Die Hauptrollen spielten Thierry Lhermitte, Eddy Mitchell, Miou-Miou und Michel Boujenah.

## Handlung
François Voisin führt ein Doppelleben. Für seine Familie und die Außenwelt ist er ein Telekommunikationsangestellter mit einem scheinbar gewöhnlichen Leben. In Wirklichkeit ist er ein Elite-Geheimagent, der als einer der Besten seines Fachs gilt und ihm den Spitznamen „l’Épée“ („Das Schwert“) eingebracht hat.
François kommt zu seinem 40. Geburtstag nach Hause. Seine Frau hat heimlich eine Überraschungsparty mit alten Freunden vorbereitet, mit denen er früher gefochten hat. Sein Kollege Albert ruft ihn an um ihn mitzuteilen, dass ein Mikrofon im Auto eines Waffenschmugglers zu platzieren ist. Nach einigem Kampf gelingt ihm das. Als er nach Hause kommt, machen sich seine Freunde über sein „langweiliges“ Leben lustig.
Das platzierte Mikrofon führt den Geheimdienst zu einer Prostituierten. Nachdem sie in ihre Wohnung eingedrungen sind und eine Kamera platziert haben, entdecken sie, dass sie einem Raketenexperten und einem Schmuggler ein Treffen ermöglicht. Anschließend fangen sie einen Raketenkonvoi ab und zerstören ihn.
Währenddessen führt François’ Frau Hélène ein eintöniges Leben. Sie trifft Simon, der behauptet, ein Spion zu sein, in Wirklichkeit aber ein in einem Wohnwagen lebender Autohändler ist und diese List nutzt, um Frauen zu verführen. François entdeckt, dass Hélène sich heimlich mit jemandem trifft, und glaubt, dass sie ihn betrügt. Er benutzt die Ressourcen der Agentur, um sie auszuspionieren und mehr über Simon herauszufinden. Als Simon Hélène in seinen Wohnwagen lockt, entführt François beide. Er lässt seine Frau glauben, dass Simon sei ein Terrorist und sie müsse für die Agentur arbeiten, um ihre Freiheit zu sichern. Sie ahnt nicht, dass François dahinter steckt, und wird für eine Mission in ein Hotelzimmer geschickt, bei der er sie überraschen will. In diesem Moment werden beide von Schergen des Waffenhändlers entführt. Nachdem François Hélène seine wahre Identität gesteht, gelingt ihm die Flucht. Sie vereiteln den Plan des Waffenhändlers, ein Fußballstadion in Paris in die Luft zu sprengen, und alles endet gut.
Der Film endet mit François’ 41. Geburtstag. Er und Hélène entführen einen gefährlichen Mann, der sich als Simon herausstellt und sich für eine andere Person ausgibt.

## Produktion
Der Film wurde am 18. Dezember 1991 von AMLF in Frankreich veröffentlicht. Er diente später als Grundlage für die Actionkomödie True Lies – Wahre Lügen von Regisseur James Cameron aus dem Jahr 1994. Die Hauptrollen spielten Arnold Schwarzenegger und Jamie Lee Curtis.

### Plagiatsvorwurf
Im Jahr 2000 wurden Claude Zidi und James Cameron vom Drehbuchautor Lucien Lambert verklagt, der behauptete, La Totale! und True Lies seien Plagiate aus seinem Drehbuch Émilie aus dem Jahr 1981, in dem es um einen Trickbetrüger geht, der sich als Spion ausgibt, um eine Frau zu verführen. Lambert und Zidi hatten zuvor bereits gemeinsam an einem nicht produzierten Remake von Belphégor oder Das Phantom des Louvre gearbeitet. Lambert hatte das Drehbuch mehreren Produzenten erfolglos angeboten und es schließlich als Bühnenstück adaptiert, das ins Englische übersetzt und in den USA aufgeführt wurde.
Im Jahr 2001 entschied das Gericht gegen Lambert, wogegen er Berufung einlegte. Im Juni 2004 entschied das Berufungsgericht von Paris aufgrund neuer Beweise zu Gunsten von Lambert. Claude Zidi wurde dazu verurteilt, Lambert 15 Millionen US-Dollar zu zahlen (seinen Gewinnanteil an den Kinoeinnahmen von True Lies). Cameron wurde nicht für Schäden haftbar gemacht, da das Gericht entschied, dass er die Filmrechte an La Totale! in gutem Glauben erworben hatte.

## Kritik
„Turbulente Komödie, die als Vorlage für James Camerons True Lies diente. Dieses französische Original braucht sich hinter der US-Version nicht zu verstecken, weil es statt Spezialeffekte einen ganz eigenen Charme besitzt.“